# Escola bíblica
Les escoles bíbliques (de vegades anomenades col·legis bíblics) són institucions cristianes protestants d'educació superior, que preparen als estudiants per al ministeri cristià i els ofereixen una educació teològica, estudis bíblics, i una capacitació ministerial pràctica. Les universitats bíbliques ofereixen principalment títols universitaris, però també poden oferir títols de postgrau, i títols de nivell associat, certificats o diplomes en àrees especialitzades de formació cristiana, on no cal un títol de postgrau. Les universitats bíbliques es poden trobar a tot el món, però es troben principalment a Amèrica del Nord.
L'Associació de Col·legis Bíblics del Pacífic Sud, afirma que més de la meitat de tots els missioners protestants del món són graduats d'universitats bíbliques. A Amèrica del Nord hi ha més de 1.200 instituts bíblics post-secundaris.
L'Associació per a l'Educació Superior Bíblica, afirma que els col·legis bíblics produeixen un gran percentatge de missioners evangèlics, i serveixen com un centre de capacitació primària per al lideratge a l'església local.
El 1997, hi havia 400 escoles bíbliques, que representaven a 31.000 estudiants, als Estats Units i al Canadà. Segons la pàgina web Theology-degrees.com, hi havia més de 300 universitats bíbliques acreditades als Estats Units el 2012.
Hi ha al voltant de 200 institucions bíbliques post-secundàries en tota Amèrica del Nord que estan afiliades a l'Associació per a l'Educació Superior Bíblica. L'Institut Bíblic Moody de Chicago, va ser una de les primeres institucions bíbliques que van ser establertes.